# Rhinotettix breviceps
Rhinotettix breviceps är en insektsart som beskrevs av Ronald Gordon Fennah 1955. Rhinotettix breviceps ingår i släktet Rhinotettix och familjen sporrstritar. Inga underarter finns listade i Catalogue of Life.